# Maldur
Maldur (szlovákul Podhorany, németül Maltern) község Szlovákiában, az Eperjesi kerület Késmárki járásában.

## Fekvése
Késmárktól 13 km-re észak-északkeletre, az ólublói országút mellett, a Poprád bal oldalán fekszik.

## Története
1297-ben „Meldur” néven említik először. A falut a 13. században alapították. A Görgey család birtoka volt, akik egészen a 18. századig birtokolták. 1323-ban „Mender”, 1338-ban „Medur”, 1412-ben „Melthewer”, 1480-ban „Meldorf” néven említik a korabeli források. 1787-ben 113 házában 820 lakos élt, akik főként sóval kereskedtek.
A 18. század végén Vályi András így ír róla: „MALDUR. Falu Szepes Várm. földes Ura Újházy, vagy Görgei Uraság, lakosai katolikusok, fekszik Toporczhoz nem meszsze, és annak filiája, határja soványas, de keresetre jó módgyok van.”
A 19. század elején a Jekelfalussy család és más nemesek birtoka. 1828-ban 121 háza volt 878 lakossal. Lakói főként mezőgazdasággal, lentermesztéssel és vászonszövéssel foglalkoztak.
Fényes Elek 1851-ben kiadott geográfiai szótárában így ír a faluról: „Maldur, régi német falu, Szepes vmegyében, Podolinhoz délre 3/4 órányira: 878 kath., szorgalmas lakasokkal, kik sok gyolcsot szőnek és fejérítnek. Savanyuviz-forrás. F. u. a Görgey nemzetség. Ut. p. Lublyó.”
A trianoni diktátumig Szepes vármegye Késmárki járásához tartozott.
1945 után német lakosságát kitelepítették, helyükre főként a Szepesség északi részéből szlovákokat költöztettek. Lakói a környék üzemeiben dolgoznak.

## Népessége
| Év:            | 1994. | 2004.    | 2014.    | 2024.    |
| -------------- | ----- | -------- | -------- | -------- |
| Emberek száma: | 1011  | 1578     | 2621     | 3029     |
| Eltérés:       |       | +56,08 % | +66,09 % | +15,56 % |

| Év:            | 2023. | 2024.   |
| -------------- | ----- | ------- |
| Emberek száma: | 2937  | 3029    |
| Eltérés:       |       | +3,13 % |

1910-ben 598, túlnyomórészt német lakosa volt.
2001-ben 674 lakosából 666 szlovák volt.
2011-ben 2333 lakosából 949 cigány és 876 szlovák volt.
2021-ben 2705 lakosából 1906 cigány, 711 szlovák, 26 egyéb és 62 ismeretlen nemzetiségű.

## Nevezetességei
- Szent Márton temploma a 15. század elején épült, később reneszánsz stílusú toronnyal bővítették.
- Evangélikus temploma 1806-ban épült.